# آنتونی بووی
آنتونی بووی (انگلیسی: Anthony Bowie؛ زادهٔ ۹ نوامبر ۱۹۶۳) بازیکن بسکتبال اهل ایالات متحده آمریکا است.
از باشگاه‌هایی که در آن بازی کرده‌است می‌توان به المپیا میلان، اورلندو مجیک، سن آنتونیو اسپرز، هیوستون راکتس، و نیویورک نیکس اشاره کرد.